# Surf's Up (filme)
Surf's Up (Brasil: Tá Dando Onda / Portugal: Dia de Surf) é uma animação computadorizada produzida pela Sony Pictures Animation. Foi lançada em 8 de junho de 2007 nos Estados Unidos e em 26 de outubro de 2007 no Brasil. O filme contou com a direção de Ash Brannon (codiretor de Toy Story 2) e Chris Buck (diretor de Tarzan). 
Em Portugal Dia de Surf estreou em 2 de Agosto de 2007.

## Enredo
Cadu Maverick é um grande surfista fã de surfe. Seu ídolo Big Z falecido há alguns anos foi sempre sua inspiração para se desenvolver dentro do surfe. Usando um colar presenteado pelo seu próprio ídolo, Cadu passa os dias de sua vida surfando e se imaginando o campeão da categoria. Um dia, resolve ir ao campeonato mundial de surfe: uma competição anual em memória de Big Z. No caminho para o local da competição Cadu cria amizade com João Frango um maluquinho surfista desajeitado, ao chegar ao local fica sem muita simpatia pelas pessoas locais, Cadu logo arruma briga com o atual campeão da competição, Tank Evans um surfista trapaceiro que gosta de provocar os competidores.
Cadu deixa a briga de lado, mas logo conta com a ajuda do Grilo, um velho surfista morador da região, que não liga muito com os surfistas locais. Com o tempo, os dois vão criando uma forte amizade, ao mesmo tempo em que Cadu se apaixona pela sobrinha do Grilo, a salva-vidas Lani. Agora, com a ajuda de seu melhor amigo João Frango, Cadu vai dar tudo de si para provar, em pleno campeonato real, que Tank Evans não é o melhor da categoria.

## Elenco
| Personagem              | Original        | Dublagem          | Dobragem          |
| ----------------------- | --------------- | ----------------- | ----------------- |
| Cadu Maverick           | Shia LaBeouf    | Gustavo Pereira   | Tiago Castro      |
| Lani Allikai            | Zooey Deschanel | Fernanda Souza    | Margarida Cardeal |
| Grilo/Big Z             | Jeff Bridges    | Élcio Romar       | Fernando Luís     |
| João Frango             | Jon Heder       | Alexandre Moreno  | António Feio      |
| Tank 'Triturador' Evans | Diedrich Bader  | Ricardo Juarez    |                   |
| Régis Belafonte         | James Woods     | Mauro Ramos       | Filipe Duarte     |
| Mikey Abromowitz        | Mario Cantone   | Sérgio Stern      | André Maia        |
| Kelly                   | Kelly Slater    | Clécio Souto      |                   |
| Rob                     | Rob Machado     | Philippe Maia     |                   |
| Locutor da SPEN         | Sal Masakela    | Carlos Alberto    |                   |
| Glen Maverick           | Brian Posehn    | Duda Espinoza     |                   |
| Edna Maverick           | Dana L. Belben  | Mabel Cezar       |                   |
| Arnaldo                 | Reed Buck       | Matheus Perissé   |                   |
| Kate                    | Reese Elowe     | Pamella Rodrigues |                   |
| Borrão                  | Jack P. Ranjo   | Yan Gesteira      |                   |

## Produção
Os cineastas inventaram uma nova tecnologia para simular o set de filmagem, fazendo com que os movimentos de câmera pareçam realmente que estamos assistindo a um documentário. Ele ligavam pontos entre o teto da parede e colocavam superfícies ligadas por volta da sala. Assim, onde a câmera fosse, o set virtual entendia o movimento instantâneo, sem parar a animação. Dessa forma, os animadores e o pessoal dos efeitos visuais teriam mais liberdade em se mover ao longo do set, dando a impressão de um documentário antigo.
O filme entrou em pré-produção no ano de 2002, 4 anos antes de O Bicho vai Pegar, primeiro filme de animação do estúdio, chegar aos cinemas.
O longa-metragem chegou a ser indicado ao Oscar em 2008, na categoria de Melhor Filme de Animação. Mas perdeu para o filme da Pixar, Ratatouille.

## Recepção
Comentários do filme foram, em geral positivas, conquistando 78% no Rotten Tomatoes por 143 votos, levando o consenso " Ressaca acima é um filme de animação previsto para trás, visualmente deslumbrante que traz um toque fresco para algumas convenções familiares. Seu formato mockumentary espirituoso é divertido e inventivo, eo CGI é incrivelmente realista.'' . No Metacritic, o filme mantém uma pontuação de  64% em 100, com base em  26 críticos, indicando "revisões positivas'.

## Video Game
Uma versão em videogame do filme foi lançada dias depois do lançamento do filme. O game está disponível para as plataformas Playstation 3, Playstation 2, Xbox 360, Nintendo GameCube, Wii, Nintendo DS, PSP e PC.

## DVD
O DVD do filme foi lançado nos Estados Unidos no dia 9 de outubro de 2007, enquanto que, no Brasil, foi lançado em meados de novembro. O DVD do filme incluiu extras voltados para a área da tecnologia, dispensando um pouco os jogos infantis e demais atrativos para o público pré-adolescente.
- Comentário em áudio dos diretores Chris Buck e Ash Brannon, e do roteirista Chris Jenkins
- Curtas-Metragens - The ChubbChubbs/The ChubbChubbs Save Xmas
- Cenas Excluídas
- Ilustrações de Surfe com Arnaldo
- Demonstrando nova tecnologia
- Encontrando os Pinguins
- Jogos e Atividades
- Sequência de Criação
- Videoclipe - Lose Myself
- Galerias de Imagens
- Trailers - (Sem Legendas)
- Formato de Tela - widescreen

## Banda Sonora
O filme apresenta, na trilha sonora, parte das músicas "Holiday" e "Welcome to Paradise", da banda americana Green Day e mais:
1. "Reggae Got Soul" - 311
2. "Drive" - Incubus
3. "Stand Tall" - The Dirty Heads
4. "Lose Myself" - Lauryn Hill
5. "Just Say Yes" - Ken Andrews
6. "Forrowest" - Forro in the Dark
7. "Pocket Full of Stars" - Nine Black Alps
8. "Into Yesterday" - Sugar Ray
9. "Big Wave" - Pearl Jam
10. "Wipe Out" - The Queers
11. "Run Home" - Priestess
12. "What I Like About You" - The Romantics
13. "You Get What You Give" - New Radicals
14. "Hawaiian War" - Bob Wills & His Texas PIayboys